# Pseudocarcharias
Pseudocarcharias is een geslacht van kraakbeenvissen uit de familie Pseudocarchariidae.

## Soort
- Pseudocarcharias kamoharai (Matsubara, 1936) – Krokodilhaai